# 이덕손
이덕손(李德孫, ? ~ 충렬왕 27년 7월 28일(1301년 9월 1일))은 고려 충렬왕(忠烈王) 때의 문신이다.
합천의 향리 출신인 이순목(李淳牧)의 아들로 감찰잡단(監察雜端) 등의 관직을 역임하고 경상(慶尙)·전라(全羅)·충청(忠淸) 3개 도(道)의 안찰사(按察使)가 되었다.
충렬왕 때 동경유수(東京留守)에 임명되었는데, 일본 원정 문제로 당시 일본원정군의 군진이 설치되어 있던 합포로 내려가던 충렬왕이 동경(東京)을 거쳐 갈 때 접대와 편의 제공을 잘 했다는 이유로 부윤(府尹)으로 승진하였다. 뒤에 경상도 지역의 왕지사용별감(王旨使用別監)이 되었고, 차서를 뛰어넘어 위위윤(衛尉尹)이 되었다.
이덕손은 삼도안찰사로 부임하던 시절에는 가렴주구하고 권세를 부려 이민(吏民)들의 두려움을 샀으며, 왕지사용별감으로 임명되어서는 왕의 총애를 받기 위해 백성들의 고혈을 짜냈다는 악평을 들었다. 채모(蔡謨)의 뒤를 이어 경상도권농사로 임명되어서는 전임자 채모가 뇌물로 바치기 위해 정량보다 더 늘인 세마포(細麻布)의 공납양을 더욱 늘려서 백성들의 부담을 가중시켰다. 근시별감(近侍別監) 김용검(金龍劒)이 어느 역(驛)의 벽에 "경상주도(慶尙州道) 쇠잔한 민들의 피로 이덕손의 3품 관복 염색하였다"고 적어 풍자하였는데, 이덕손의 보고를 들은 충렬왕은 김용검을 유배보냈다고 한다.
충렬왕 17년(1291년) 7월에 내료에 청탁을 넣어서 승지 자리로 임명되기를 원하였는데, 마침 권의(權宜)나 민훤(閔萱)도 모두 내료에게 청탁을 넣어 승지 자리를 구하고 있었다. 이때 충렬왕은 셋 가운데 제비뽑기로 민훤을 발탁해 우승지(右承旨)로 임명하였다고 한다.
이후에도 서북면지휘사(西北面指揮使), 부지밀직사사(副知密直司事)를 거쳐 지도첨의사사(知都僉議司事)까지 승진하였으며, 61세 때에 병이 들어 사직을 청하자 왕이 찬성사(贊成事)로 임명해 치사(致仕)시켰다. 충렬왕 27년(1301년)에 사망하였다. 장숙(莊淑)이라는 시호를 내렸다.

## 가족
- 아버지: 이순목(李淳牧)
  - 형제: 이의손(李義孫)
  - 형제: 이신손(李德孫)
    - 아들: 이설